# Keretkötés
A keretkötés a faszerkezetek egyik leggyakoribb illesztési megoldása. Azonos vastagságú, lapján fekvő, általában merőleges elemek összekapcsolásával kapjuk meg. Az összerakott kereteket bordák beépítésével több részre oszthatjuk. Főleg épület-nyílászárók, borítók, betétes lapok, kárpitkeretek készítésére alkalmazzák.

## Előnyei
- Könnyűek
- Anyagtakarékosak
- Változatos formájúak

## Fajtái
- Sarokkötések
- T-kötések
- keresztkötések